# Keak da Sneak
Чарльз Кенте Уильямс (англ. Charles Kente Williams; фамилия при рождении Боуэнс; род. 21 октября 1977), более известный под сценическим псевдонимом Keak da Sneak — американский рэпер из Окленда, Калифорния, известный своим хриплым и грубым флоу и введением термина хайфи в сцену Области залива Сан-Франциско. По мнению некоторых слушателей, Keak da Sneak считается отцом хайфи не только как термина, но и как звучания.

## Ранние годы, семья и образование
Keak da Sneak родился в Брютоне, Алабама. Будучи новорождённым, вместе со своими родителями он переехал в Восточный Окленд, Калифорния. Keak da Sneak обрёл изначальную популярность во время обучения в начальной школе Аллендейла. Во время обучения в средней школе Брет Гарт в Окленде он завёл более поздние дружеские отношения. Там он часто выступал в проводившихся шоу талантов и благодаря этому познакомился с Agerman, вместе с которым он позже состоял в трио 3X Krazy.
Уильямс женат на Ди Боуэнс, бывшем дизайнере одежды, с 14 февраля 2004 года. Они расставались на несколько лет, а потом снова воссоединились всего за несколько месяцев до того, как 21 августа в Уильямса выстрелили 8 раз. На данный момент у Keak da Sneak четверо детей.

## Музыкальная деятельность
Keak da Sneak и Agerman сформировали дуэт Dual Committee, когда первому было 15 лет. Дуэт впервые записывался в гостевых участиях в треках «Murder Man» и «Stompin in My Steel Toes» из мини-альбома рэпера из Сакраменто C-Bo The Autopsy 1994 года. Позже Keak da Sneak подписал контракт с лейблом Moe Doe Records из Сакраменто. Из-за этого его песни стали транслироваться на радиостанциях, в особенности на хип-хоп радио KMEL, которое базируется в Сан-Франциско.
Keak da Sneak сотрудничал с такими известными рэперами и личностями, как E-40, Daz Dillinger, Akon, MC Hammer, Mac Dre, Prodigy, Alchemist, Blac Chyna, G-Eazy, DJ Vlad, Kafani и Lil Wayne.
Он также часто сотрудничает и гастролирует со своим диджеем E-Tech и диджеями из коллектива SBC из Сан-Франциско, связанными с диджеем радиостанции KMEL Риком «The Dragon» Ли. Таким образом, Keak da Sneak появился в сериале «Уже можно» на MTV.

### 3X Krazy
К концу подросткового возраста в старшей школе, он и Agerman добавили в свой дуэт рэпера B.A. и сформировали трио 3X Krazy. Их дебютный мини-альбом Sick-O был независимо выпущен 5 августа 1995 года. В 1996 году трио подписало контракт с лейблом Virgin Records и выпустило альбомы Stackin' Chips 8 марта 1997 года (с помощью сингла Keep It on the Real, который вошёл в релиз, альбом получил всеобщее внимание) и второй альбом Immortalized, а позже 18 января 2000 года был выпущен альбом Real Talk 2000. Выпущенный в 2004 году Flowamatic-9 на данный момент является последним альбомом группы. Он представляет собой сборник ранее не изданного материала, а также ремиксов песен, которые должны были войти в мини-альбом Sick-O.

## Стрельба
Keak da Sneak был подстрелен и тяжело ранен в Ричмонде в результате целенаправленной атаки в 2017 году. На данный момент он передвигается на инвалидной коляске.

## Дискография

### Сольные альбомы
- Sneakacydal (1999)
- Hi-Tek (2001)
- Retaliation (2002)
- The Farm Boyz (2002)
- Counting Other Peoples Money (2003)
- Keak da Sneak (2004)
- Town Business (2005)
- That's My Word (2005)
- On One (2005)
- Contact Sport (2006)
- Thizz Iz Allndadoe (2006)
- The Farm Boyz Starring Keak (2006)
- On One (2007)
- G 14 Classified (2007)
- All N Da Doe (2008)
- Deified (2008)
- Thizz Iz All N Da Doe Volume 2 (2009)
- Mobb Boss (2010)
- Keak Hendrix (2011)
- The Tonite Show With Keak da Sneak — Sneakacydal Returns (2011)
- CheddarCheeseISay (2012)
- Withdrawal (2017)
- Gorilla (2020)

### Совместные альбомы
- Dual Committee в составе Dual Committee (2000)
- Da Bidness совместно с Messy Marv и P.S.D. Tha Drivah (2007)
- Welcome to Scokland совместно с San Quinn (2008)
- Word Pimpin 2: We Don't Need You совместно с Baby S и Q-Z (2008)
- Da Bidness 2 совместно с Messy Marv и P.S.D. Tha Drivah (2010)
- The Allinner Album совместно с Benner (2010)

### Микстейпы
- Da Mixtape Volume 1 (2005)
- Da Mixtape Volume 2 (2005)
- Da Mixtape Volume 3: B-Sides & Bootlegs (2005)
- Da Mixtape Volume 4 (2005)
- AllNDaDoe Volume 4, 5, 6… One of Them Muthafuckaz (2006)
- Block Music (2006)
- Сhadada the Mixtape Vol. 1 (2007)
- Lets Get Thizzical (2008)

### Переиздания
- Kunta Kinte (2006)

### Компиляции
- The Appearances of Keak da Sneak (2006)
- King of tha Supa Dupa Hyphy (2006)
- Greatest Hits! (2007)
- All n da Doe (2008)
- The Best Of (2008)
- The Best of Thizz Iz All N da Doe (2011)
- Mr. Sicaluphacous (2014)
- The Hoods Gonna Bump It (2014)

### Саундтреки
- Copium (2005)